# The Erotic Review
The Erotic Review es un sitio web estadounidense de reseñas que supuestamente presenta las valoraciones de los clientes sobre sus experiencias con profesionales del sexo (denominados "proveedores" en el sitio web).

## Historia
El servicio fue lanzado por primera vez en 1999 por David Elms, a quien se le ocurrió la idea después de tener lo que él describió como un "mal encuentro" con una prostituta.
El sitio web fue adquirido por Treehouse Park en 2004.
El 6 de abril de 2018, el Congreso de los Estados Unidos aprobó la Ley que permite a los estados y a las víctimas luchar contra el tráfico sexual en línea; a raíz de esto y de que el FBI cerrara Backpage y otros sitios web que promovían o facilitaban la prostitución, The Erotic Review bloqueó el acceso a su sitio desde Estados Unidos hasta diciembre de 2019, aunque todavía se podía acceder a él en Estados Unidos a través de una VPN.
El 25 de julio de 2018, The Erotic Review fue mencionada en una acusación sustitutiva presentada por el gobierno contra Backpage.com. La acusación sustitutiva alega que Backpage y The Erotic Review tenían un acuerdo de enlace recíproco, en el que ambas partes permitían que se publicaran anuncios en sus sitios. La acusación alega que Backpage pagó "decenas de miles" de dólares a The Erotic Review por este acuerdo.
El 19 de diciembre de 2019, The Erotic Review volvió a abrir el acceso a los Estados Unidos sin necesidad de VPN, restaurando las reseñas de escorts estadounidenses previamente ocultas y permitiendo la publicación de nuevas reseñas de escorts estadounidenses.

## Contenido y lectores
Un artículo de River Front Times de 2008 presenta a Elms comentando que el usuario promedio del sitio tenía "entre 35 y 55 años con un ingreso promedio de 80 000 dólares".
The Erotic Review alberga reseñas de más de 90 ciudades de todo el mundo. El sitio ofrece una suscripción gratuita y otra de pago. Los miembros gratuitos pueden acceder a funciones del sitio como los foros de debate y una función de búsqueda limitada. Los miembros de pago disponen de funciones adicionales, como la posibilidad de acceder a reseñas completas y una página de búsqueda que permite al usuario buscar en función de varios criterios, como los atributos físicos.

## Críticas
El sitio ha sido objeto de críticas, la mayoría de ellas centradas en su fundador. Algunos críticos han afirmado que Elms ha aceptado sobornos para promocionar ciertas agencias o chicas de compañía y ha presionado a otras para que proporcionen favores sexuales. Otros han afirmado que Elms les amenazó con causarles daños físicos por criticar el sitio o negarse a prestar servicios sexuales. Elms negó las acusaciones. Otros han expresado su "frustración" por la asociación de la empresa con las fuerzas del orden, afirmando que el sitio debería advertir a los acompañantes y/o usuarios si alguien es agente de policía.
The Erotic Review se distanció de Elms en 2009 y cortó lazos con él después de que Elms fuera detenido en Phoenix, Arizona, por contratar a un asesino a sueldo para agredir a un rival en los negocios, y fuera condenado a cuatro años y medio de prisión ese mismo año.